# Ардис II
Ардис II — 27-й царь Лидии, второй царь из династии Мермнадов. Геродот в своей «Истории» писал о том, что Ардис правил 49 лет. На этом основании предполагается, что он правил с 678 по 629 год до н. э.. Однако так как в ассирийских клинописных текстах гибель Гига, отца Ардиса, датируется 644 годом до н. э., существует мнение, относящее правление этого лидийского царя к периоду приблизительно с 644 по 625 год до н. э..
Правление Ардиса II было отмечено завоеванием ионического города Приены, войной с Милетом. Также, согласно Геродоту, изгнанные из своих обычных мест обитания скифами, киммерийцы захватили и разграбили столицу государства Сарды.
Ардис II продолжал внешнюю политику своего отца Гига. Платя дань царю Ассирии Ашурбанипалу, он получал от него поддержку в войне с киммерийцами. При Ардисе Лидия стала чеканить собственную монету с изображением геральдического символа Мермнадов — льва.